# One Hour Photo
One Hour Photo er en amerikansk film fra 2002.
Hovedrollerne spilles af Robin Williams, danske Connie Nielsen, Michael Vartan og Dylan Smith.

## Eksterne Henvisninger
- One Hour Photo på Internet Movie Database (engelsk)
- One Hour Photo på Filmdatabasen
- One Hour Photo på Scope
- One Hour Photo i Svensk Filmdatabas (svensk)
- One Hour Photo på AlloCiné (fransk)
- One Hour Photo på MovieMeter (nederlandsk)
- One Hour Photo på AllMovie (engelsk)
- One Hour Photo hos American Film Institute (engelsk)
- One Hour Photos profil hos Encyclopædia Britannica Online (engelsk)
- One Hour Photo på Turner Classic Movies (engelsk)